# Gornot ha-Galil
Gornot ha-Galil (hebr. גורנות הגליל) – wieś komunalna położona w Samorządzie Regionu Ma’ale Josef, w Dystrykcie Północnym, w Izraelu.

## Położenie
Gornot ha-Galil jest położona na wysokości 398 metrów n.p.m. w północno-zachodniej części Górnej Galilei. Leży na niewielkim wzgórzu wznoszącym się na zachód od wadi strumienia Szarach, który spływa na północny zachód do strumienia Becet. Na zachód od wsi są źródła strumienia Galil. Po stronie południowo-wschodniej wznosi się góra Har ha-Galili (551 m n.p.m.), za którą przebiega głębokie wadi strumienia Keziw. Okoliczne wzgórza są zalesione. W odległość 2,5 km na północy przebiega granica Libanu. W otoczeniu wsi Gornot ha-Galil znajdują się miasto Ma’alot-Tarszicha, miejscowości Fassuta i Mi’ilja, kibuce Elon i Adamit, moszawy Szomera, Ewen Menachem, Netu’a i Goren, wsie komunalne Abbirim i Micpe Hilla, oraz arabska wieś Aramisza. Na północnym wschodzie jest położona baza wojskowa Szomera, będąca bazą 300 Brygady Piechoty Bar'am (rezerwowa). Po stronie libańskiej są położone wioski Al-Bustan, Umm at-Tut i Az-Zallutijja.

### Podział administracyjny
Gornot ha-Galil jest położona w Samorządzie Regionu Ma’ale Josef, w Poddystrykcie Akka, w Dystrykcie Północnym Izraela.

## Demografia
Stałymi mieszkańcami wsi są wyłącznie Żydzi. Tutejsza populacja jest świecka:

Źródło danych: Central Bureau of Statistics.

## Historia
Wieś została założona w 1980 roku w ramach rządowego projektu ha-Micpim be-Galil (hebr. המצפים בגליל; pol. Morze Perspektyw Galilei). Projekt ten zakładał zakładanie nowych osiedli w Galilei, aby w ten sposób poprawić pozycję demograficzną społeczności żydowskiej na północy kraju. Zamieszkali w niej mieszkańcy okolicznych osad rolniczych. Od samego początku korzystali ze wsparcia sąsiedniego moszawu Goren. Istnieją plany rozbudowy wsi.

## Polityka
Przy wiosce znajduje się siedziba władz administracyjnych Samorządu Regionu Ma’ale Josef.

## Edukacja
Wieś utrzymuje przedszkole. Starsze dzieci są dowożone do szkoły podstawowej w moszawie Becet lub szkoły średniej przy kibucu Kabri.

## Kultura i sport
We wsi znajduje się ośrodek kultury z biblioteką. Z obiektów sportowych boisko do koszykówki i piłki nożnej.

## Infrastruktura
We wsi jest przychodnia zdrowia, sklep wielobranżowy oraz warsztat mechaniczny.

## Turystyka
Okoliczne zalesione wzgórza są dużą atrakcją turystyczną. W pobliżu jest położony rezerwat przyrody strumienia Keziw, jednak największą tutejszą atrakcją są ruiny zamku Montfort.

## Gospodarka
Podstawą lokalnej gospodarki jest obsługa ruchu turystycznego. Większość mieszkańców dojeżdża do pracy w pobliskich strefach przemysłowych. W 2001 roku w sąsiednim moszawie Goren utworzono niewielką strefę przemysłową. Dało to impuls do rozwoju gospodarczego.

## Transport
Ze wsi wyjeżdża się na północ na drogę nr 899, którą jadąc na północny wschód dojeżdża się do moszawu Szomera. Natomiast jadąc na zachód dojeżdża się do moszawu Goren, kibucu Elon, moszawu Ja’ara i skrzyżowania z drogą nr 70 przy miejscowości Szelomi.